# Anoectochilus hainanensis
Anoectochilus hainanensis är en orkidéart som beskrevs av H.Z.Tian, F.W.Xing och L.Li. Anoectochilus hainanensis ingår i släktet Anoectochilus och familjen orkidéer.
Artens utbredningsområde är Hainan (Kina). Inga underarter finns listade i Catalogue of Life.